# Унсал, Хакан
Хака́н Унса́л (тур. Hakan Ünsal 14 мая 1973, Синоп, Турция) — турецкий футболист, защитник. Бронзовый призёр чемпионата мира 2002.

## Карьера игрока

### Клубная
Большую часть карьеры Унсал провел в «Галатасарае», в который перешёл в 1994 году из клуба «Карабюкспор». Вместе с «Галатасараем» Хакан добился успехов как на внутренней, так и международной арене, выиграв Кубок и Суперкубок УЕФА в 2000 году, а также 5 чемпионатов и 4 кубка Турции.
В январе 2002 Хакан заключил контракт с английским «Блэкберн Роверс». Однако уже летом 2002 года вернулся в «Галатасарай», проведя за «Роверс» 8 игр. После поездки в Англию Унсал провел ещё 2 сезона в «Галатасарае». В 2005 году перешёл в «Ризеспор», в котором и завершил карьеру по окончании сезона 2005/06.

### В сборной
Хакан дебютировал в составе сборной Турции в 1996 году. Он был участником ЧЕ-2000 и ЧМ-2002. На первенстве в Японии и Корее широкую огласку получил инцидент, произошедший между Ривалдо и Унсалом. Ривалдо собирался подавать угловой, Унсал, считая что бразилец тянет время (Бразилия выигрывала 2-1), пнул мяч в его сторону. Несмотря на то, что мяч попал Ривалдо по ногам, бразилец упал и схватился за лицо. Хакан был тут же удален, а бразильцы спокойно довели матч до победы. По итогам матча Ривалдо был оштрафован за симуляцию, но многие признали эту меру слишком мягкой.

## Достижения
Сборная Турции
- Чемпионат Мира по футболу
  - Бронза: 2002

 Галатасарай
- Кубок УЕФА
  - Победитель: 2000
- Суперкубок УЕФА
  - Победитель: 2000
- Чемпионат Турции по футболу
  - Чемпион: 1996/97, 1997/98, 1998/99, 1999/00, 2001/02
- Кубок Турции по футболу
  - Победитель: 1996, 1999, 2000, 2005